# Hoegaarden (birra)
Hoegaarden è un birrificio fondato da Pierre Celis nella città di Hoegaarden, nelle Fiandre, nel 1966. Nel 1985 un incendio distrugge la birreria, nel 1990 la birreria venne comprata dalla InBev, che aveva sede nella vicina Lovanio. Pierre Celis si spostò quindi negli Stati Uniti, dove fondò la birreria Celis ad Austin, in Texas.

## La birra
La birra Hoegaarden è considerata la regina delle birre bianche (blanche/wit), termine che, mai come in questa birra, sembra calzare bene: si tratta infatti di una birra estremamente chiara.
Un altro elemento inconfondibile è la schiuma: bianca, spumosa, persistente e profumata di scorze d'arancia. Il gusto è quello fresco e acidulo del frumento non maltato belga, con un leggero fondo di miele e lievito. Il retrogusto lieve ma persistente è chiaramente di succo di limone.

## Altri prodotti
- Hoegaarden Grand cru: si tratta di una ale forte (gradazione alcolica 8,6% vol.)
- Hoegaarden Speciale: versione più invernale, più ambrata, corposa e ricca nel gusto (gradazione alcolica 5,7% vol.)

## Galleria d'immagini

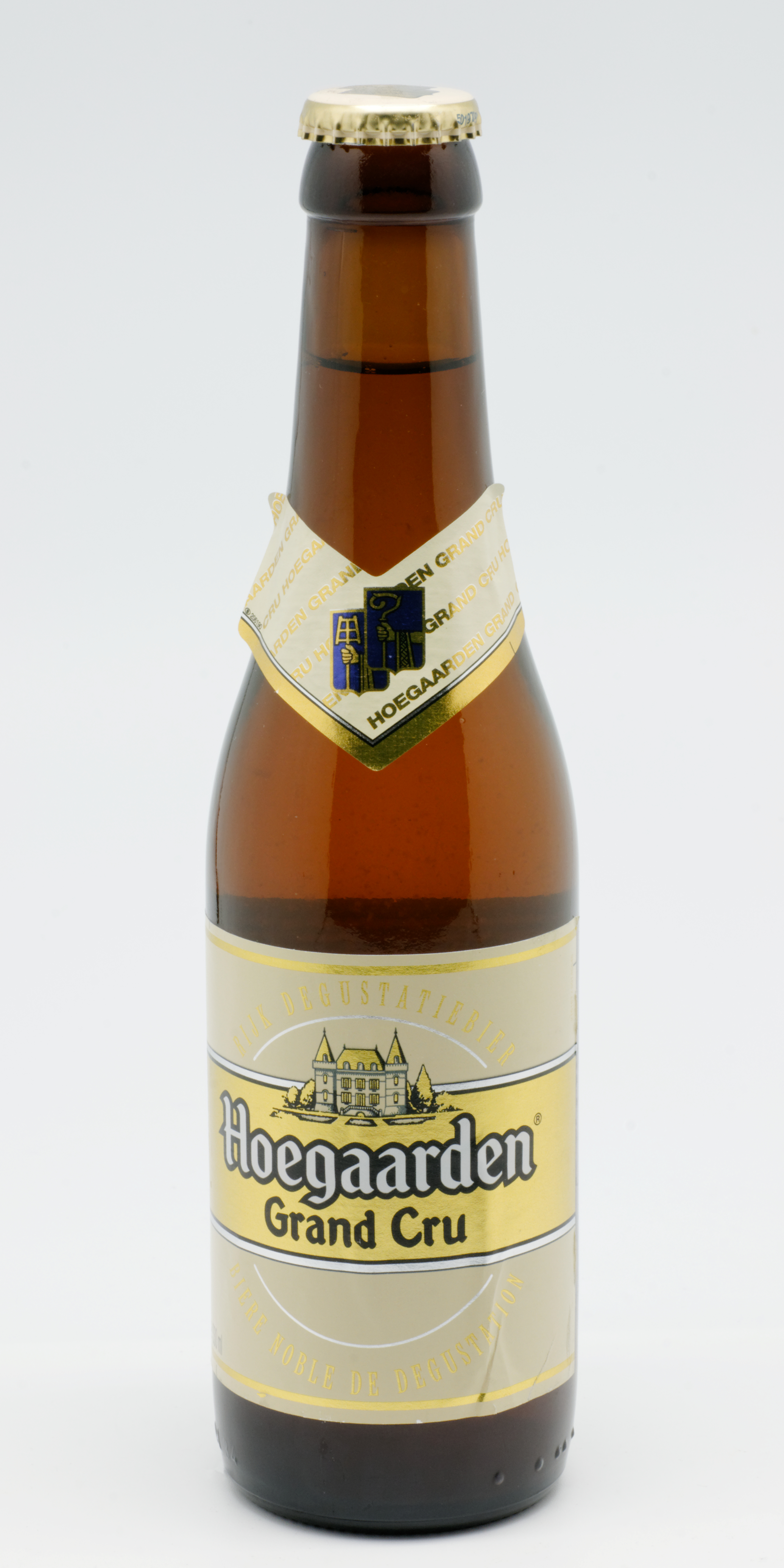
Grand Cru
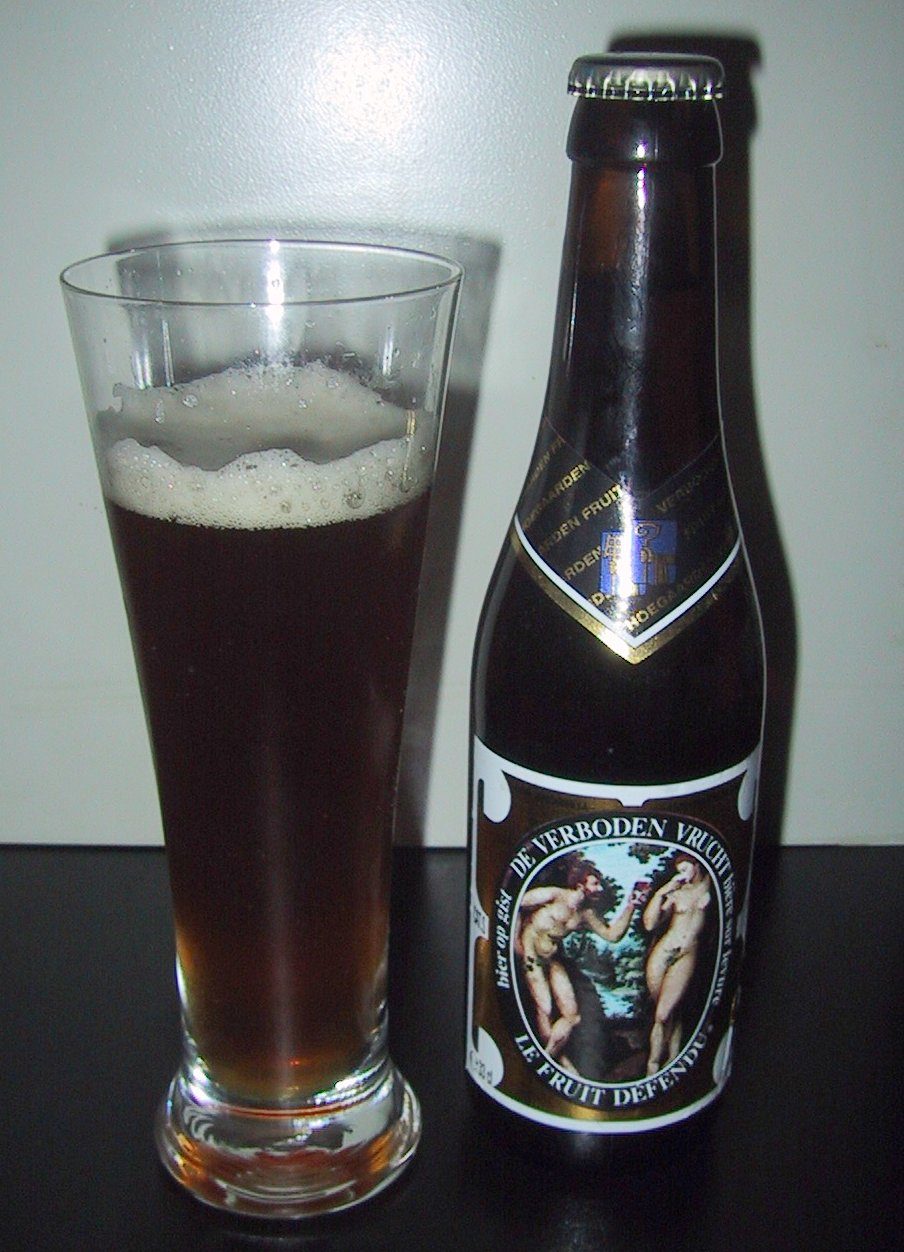
Verboden Vrucht
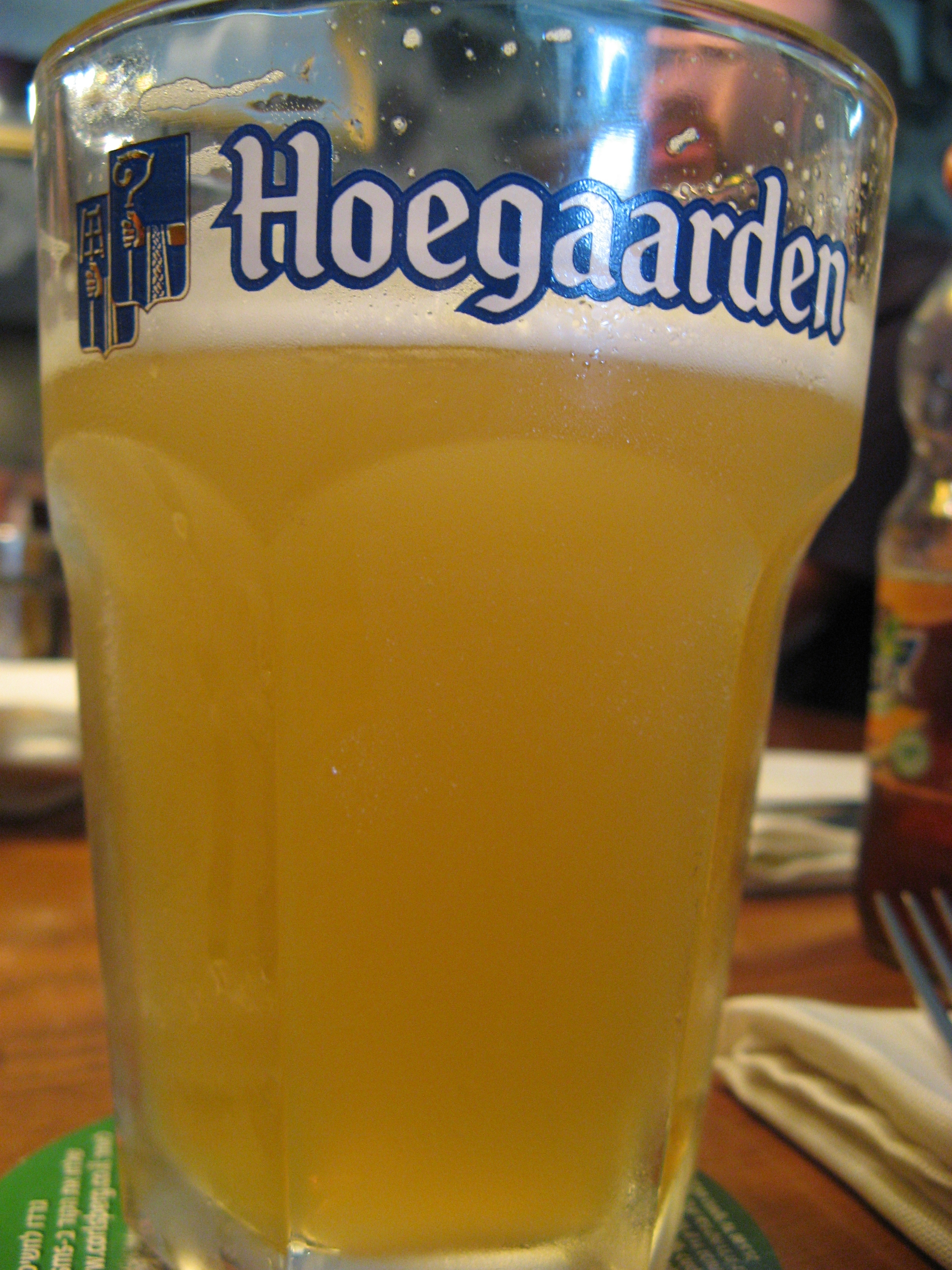
Il caratteristico bicchiere